# Cneo Manlio Capitolino Imperioso
Cneo o Gneo Manlio Capitolino Imperioso  fue un político y militar romano del siglo IV a. C. perteneciente a la gens Manlia.

## Familia
Manlio fue miembro de los Manlios Capitolinos, una rama familiar patricia de la gens Manlia. Su padre fue Lucio Manlio Capitolino Imperioso y su hermano Tito Manlio Imperioso Torcuato.

## Carrera pública
Fue elegido cónsul en el año 359 a. C., cuando se le encargó la guerra contra los tiburtinos. Cónsul por segunda vez en el año 357 a. C., se ocupó de la guerra contra faliscos y tarquinienses.
En el año 351 a. C. fue elegido censor. Durante la guerra contra los auruncos, en el año 345 a. C., fue magister equitum del dictador Lucio Furio Camilo.